# 西川むめ
西川 むめ（にしかわ むめ、生没年不詳）とは、江戸時代の女性浮世絵師。

## 来歴
西川照信の娘。寛保から延享の頃に刊行された『絵本風雅七小町琴棋書画』に、「江戸大和絵西川照信娘おむめ、親書候絵見習て絵になりぬ」とあり、照信の描いた絵を見習って絵師になったという。作画期は享保の頃とされるが、その作については確認されていない。